# خرابکار (بازی ویدئویی)
خرابکار (به انگلیسی: The Saboteur) بازی سوم شخص حادثه‌ای است که از سوی الکترونیک آرتز منتشر شده و از سوی پندنیک استودیوز ارتقا داده شده‌است. داستان این بازی در سال‌های جنگ جهانی دوم و در فرانسه زیر اشغال آلمان نازی می‌گذرد.
این بازی برای استفاده بر روی ویندوز، ایکس باکس ۳۶۰ و پلی‌استیشن ۳ طراحی شده‌است. خرابکار از دسامبر ۲۰۰۹ به بازار آمده‌است.

## داستان بازی
قهرمان داستان این بازی یک مکانیک الکلی ماشین‌های مسابقه‌ای ایرلندی‌است به نام شان دولین که شخصیتش از روی یک قهرمان تاریخی جنگ جهانی دوم به نام ویلیام گروور ویلیامز طرح شده‌است. دولین در ۱۹۴۰ به زاربروکن آلمان می‌رود تا در یک مسابقهٔ بزرگ اتومبیل‌رانی شرکت کند، ولی سرهنگی نازی به نام کورت دیرکر با تقلب بازی را می‌برد. شان و دوست نزدیکش ژول روسو به اندیشهٔ تلافی می‌افتند ولی به دست نازی‌ها به بند کشیده می‌شوند و دیرکر ژول را می‌کشد؛ ولی شان از دست نازی‌ها می‌گریزد. بدینسان مسیر داستان این بازی بر کوشش شان برای انتقام گرفتن از دیرکر می‌گذرد. در این میان شان به سازمان مقاومت فرانسه می‌پیوندد و با سازمان اطلاعاتی بریتانیا نیز همکاری می‌نماید. سرانجام با کشته شدن کورت دیرکر به دست شان بازی به فرجام خود می‌رسد.